# The Proposition
Pour les articles homonymes, voir Proposition.
Pour plus de détails, voir Fiche technique et Distribution.
The Proposition est un film australo-britannique réalisé par John Hillcoat, sorti en 2005.
Il s'agit d'un western situé dans l'outback australien, à la fin du XIXe siècle, intégralement écrit par Nick Cave, qui en compose également la musique. Rassemblant des acteurs tels que Guy Pearce, Emily Watson, Ray Winstone, Danny Huston ou encore John Hurt, il sort en France en décembre 2009, distribué par Bodega Films.

## Synopsis
Un capitaine de police appréhende un hors-la-loi célèbre et lui donne neuf jours pour tuer son frère aîné, sinon il exécutera son frère cadet.

## Fiche technique
Sauf indication contraire, les informations mentionnées dans cette section peuvent être confirmées par la base de données cinématographiques IMDb,  présente dans la section « Liens externes ».
- Titre original : The Proposition
- Réalisation : John Hillcoat
- Scénario : Nick Cave
- Photographie : Benoît Delhomme
- Musique : Nick Cave et Warren Ellis
- Production : Chris Brown, Chiara Menage et Cat Villiers

Producteurs délégués : James Atherton, Chris Auty, Sara Giles, Michael Hamlyn, Michael Henry, Norman Humphrey et Robert Jones
- Sociétés de production : UK Film Council, Surefire Film Productions, Autonomous, Jackie O Productions, Pictures in Paradise, Pacific Film and Television Commission, The Film Consortium
- Distribution : Bodega Films (France)
- Pays :  Australie et  Royaume-Uni
- Genre : western
- Dates de sortie : 
  -  Canada : 12 septembre 2005 (festival international du film de Toronto 2002)
  -  Australie : 6 octobre 2005
  -  France : 16 décembre 2009

## Distribution
- Guy Pearce (VF : Alexis Victor) : Charlie Burns
- Ray Winstone (VF : Vincent Grass) : capitaine Stanley
- Emily Watson (VF : Véronique Alycia) : Martha Stanley
- Danny Huston (VF : Gabriel Le Doze) : Arthur Burns
- John Hurt (VF : Jean-Claude Sachot) : Jellon Lamb
- David Wenham (VF : Antoine Nouel) : Eden Fletcher
- Robert Morgan (VF : José Luccioni) : Sergeant Lawrence
- Boris Brkic (VF : Antoine Tomé) : officier Halloway
- Gary Waddell (VF : Emmanuel Karsen) : officier Davenport
- Tom E. Lewis : Two Bob[1]
- Richard Wilson (en) : Mike Burns
- Noah Taylor : Brian O'Leary
- Mick Roughan : Mad Jack Bradshaw
- Shane Watt : John Gordon
- David Gulpilil : Jacko
- Bryan Probets : officier Dunn
- Oliver Ackland : Patrick Hopkins

## Distinctions
- Festival international du film de Valenciennes : Grand prix du jury
- Australian Film Institute Awards :
  - Meilleure photographie pour Benoît Delhomme
  - Meilleurs costumes pour Margot Wilson
  - Meilleure musique originale pour Nick Cave, Warren Ellis
  - Meilleure production
- Film Critics Circle of Australia Awards :
  - Meilleure photographie pour Benoît Delhomme
  - Meilleure musique originale pour Nick Cave, Warren Ellis
- Chlotrudis Award du meilleur scénario pour Nick Cave
- IF Awards :
  - Meilleur film
  - Meilleure photographie pour Benoît Delhomme
  - Meilleure musique pour Nick Cave, Warren Ellis
  - Meilleure production
- San Diego Film Critics Award du meilleur acteur dans un second rôle pour Ray Winstone
- Mostra de Venise 2005 : Prix Gucci du meilleur scénario pour Nick Cave